# Fausse couche
Pour les articles homonymes, voir Avortement (homonymie).
 Mise en garde médicale
La fausse couche, ou avortement spontané, est l'interruption précoce de la gestation, qu'elle soit spontanée ou provoquée par une cause soit pathologique, soit traumatique. On la distingue de l'accouchement prématuré relativement à l'absence de viabilité du fœtus (mort-nés compris).
Elle se solde par l'expulsion par voie basse de cette progéniture non viable hors de la matrice utérine.

## Chez l'humain
Les fausses couches spontanées peuvent être primaires (sans enfant vivant déjà né) ou secondaires (avec enfant vivant déjà né). Elles sont précoces si la mort embryonnaire intervient avant la douzième semaine d'aménorrhée (cas de loin le plus fréquent), au-delà on parle de fausses couches spontanées tardives.
Le diagnostic de fausse couche doit porter sur : preuve biologique, échographique ou anatomopathologique.
Environ une grossesse sur quatre se solde par une fausse couche et une femme sur trois environ fera une fausse couche dans sa vie. Le risque augmente avec l'âge et peut atteindre 50 % ; il est également plus élevé quand la grossesse n'est pas connue. La première cause de fausse couche est une anomalie chromosomique.
La fausse couche est accompagnée de saignements qui peuvent être importants, et doit faire l'objet d'un examen médical, afin de vérifier la bonne expulsion du placenta, l'absence d'hémorragie, la nécessité d'un traitement en cas de rhésus négatif. Après une fausse couche, du repos est nécessaire, ainsi qu'une bonne hydratation et un apport suffisant en minéraux (fer notamment) et vitamines. Un accompagnement médical ou psychologique peut être nécessaire.
Une fausse couche aurait tendance à favoriser le bon déroulement de la grossesse suivante, si celle-ci a lieu dans les 6 mois qui suivent et en l'absence de risque infectieux, mais à augmenter le risque d'une autre fausse couche, au-delà. Il existe également des cas de fausses couches spontanées à répétition.
On parle de maladie abortive (ou fausses couches spontanées à répétitions) après trois accidents spontanés successifs chez la même femme même en l'absence de changement de procréateur.

### Étiologie
Il existe de nombreux facteurs susceptibles de provoquer une fausse couche. Lorsqu'il n'y a pas de facteur identifié ou clairement suspecté, on parle de fausse couche spontanée.

#### Causes traumatiques
La fausse couche peut être provoquée par traumatisme physique direct chez la mère, particulièrement si la région abdominale est touchée. De manière générale, l'atteinte physique grave chez la mère est susceptible de provoquer l’expulsion du contenu utérin, y compris lorsque la mère est à l'agonie (en train de décéder). Cette atteinte physique peut prendre la forme d'un épuisement sévère voire d'une malnutrition.
De même, une atteinte grave de la progéniture à naître peut éventuellement déclencher le travail.
Chez l'humain, la posture bipède tend à augmenter le risque de fausse couche, à cause du poids direct de la progéniture sur le col de l'utérus.

#### Causes pathologiques

##### Causes paternelles
Les fausses couches peuvent se produire pour plusieurs raisons, dont parfois des facteurs paternels peuvent être en cause. Un des facteurs de risque pouvant mener à une fausse couche est la mauvaise qualité du sperme paternel. Les spermatozoïdes des hommes qui sont liés à une fausse couche ont deux fois plus de dommages au niveau de leur ADN. Plusieurs causes sont liées à ce phénomène, dont le stress oxydatif, pouvant mener à une création anormale des embryons.
L’âge paternel est un facteur de risque important puisque les spermatozoïdes subissent les effets du vieillissement. Lorsque l’homme atteint l’âge de 35 ans et plus, le spermatozoïde perd de sa mobilité et va contenir beaucoup plus d’anomalies chromosomiques ou génétiques. Ces anomalies peuvent par la suite causer une fausse couche. Il y a aussi les molécules appelées dérivés réactifs qui sont contenues dans le liquide séminal et qui peuvent être une cause de l’endommagement de l’ADN. Ces molécules sont seulement à risque s’il y a une quantité supérieure, soit 4 fois plus que la normale. La quantité supérieure de ces molécules peut provenir d’une infection que l’homme a déjà eu dans le passé.
D'autres facteurs peuvent être un risque d’infertilité et mener à la fausse couche. En effet, le surpoids chez les hommes augmente le risque d’infertilité de 10%. Chez un homme obèse, il y a une baisse dans la qualité du sperme. Cette baisse augmente les problèmes de fertilité. L’obésité à plusieurs impacts sur la fertilité masculine. Un indice de masse corporelle trop élevé a un impact majeur dans les variations hormonales, dont la baisse de la production testostérone et le dysfonctionnement de l’hypophyse. De plus. L’obésité peut aussi entrainer une malformation dans les spermatozoïdes dû à l’inflammation de substances pro-inflammatoires.

##### Causes maternelles
Une des causes les plus récurrentes de fausse couche reste l'implication d'infections (toxoplasmose congénitale sévère, syphilis, listériose, etc). Il peut s'agir d'une atteinte directe de l'appareil vagino-utérin et/ou de la progéniture, ou d'une atteinte moins directe (ex : coqueluche, grippe...) rendant le corps de la mère inapte à poursuivre la grossesse de façon viable pour cette dernière.
Les empoisonnements peuvent aussi entraîner une fausse couche.
D'autres causes pathologiques plus profondes peuvent impliquer des malformations, des intolérances immunitaires (voir tolérance immunitaire durant la grossesse), et bien d'autres troubles (ex : diabète).
Les thrombophilies est une cause reconnue d'avortement spontanée à répétitions (3 ou plus).

##### Causes embryonnaires et fœtales
La première cause de fausses couches est une anomalie chromosomique de l'embryon, due à un problème survenu lors de la conception, quand le spermatozoïde féconde l'ovule. L'organisme de la mère finit par expulser l'embryon qui ne se développe pas normalement. L'absence de développement de l'embryon donne un œuf clair (œuf ne contenant pas d'embryon comme la photo de l'infobox). Un œuf clair est causé par une anomalie chromosomique.
Une seconde cause peut être une malformation chez l'embryon-fœtus, par exemple cardiaque ou nerveuse. La cause peut être d'origine génétique, tératogénique, ou infectieuse.

##### Causes chromosomiques
Les causes les plus courantes d'avortements spontanés ont pour origines des anomalies du caryotype chez l'embryon. Ces anomalies ont pour source une mauvaise répartition des chromosomes homologues lors de la méiose dans les gonades. Ainsi en anaphase I ou en anaphase II de la méiose, il arrive que la disjonction de deux chromosomes homologues ou de deux chromatides sœurs ne se produise pas, engendrant des gamètes possédant un stock anormal de chromosomes. Après la fécondation d'un de ces gamètes avec un gamète normal, il y a formation d'un zygote trisomique dans le cas où le gamète possède un chromosome surnuméraire ou monosomique dans le cas où il manque un chromosome dans le gamète. La plupart des zygotes présentant ce genre d'anomalies (zygote aneuploïde) ne sont pas viables, déclenchant ainsi un avortement spontané.
Cependant, certains types d'aneuploïdies perturbent moins l'équilibre génétique que d'autres, et le développement du zygote peut continuer, comme dans le cas de la trisomie 21 (syndrome de Down) ou des aneuploïdies des chromosomes sexuels (syndrome de Turner, syndrome de Klinefelter).

### Épidémiologie
Une grossesse sur quatre se solde par une fausse couche (une grossesse sur cinq avant la 24e semaine) et une femme sur trois environ fera une fausse couche dans sa vie.
Après 30 ans, ce risque est d'autant plus fort que la future mère est âgée, notamment après 35 ans. Ainsi, à 20 ans, le risque est de 9 %, alors qu'il atteint 30 à 40 % chez les femmes de plus de 40 ans, et de 50 % chez celles de 45 ans ou plus.
Le risque, de 10 à 20 % lorsque la femme est consciente d'être enceinte, est également plus élevé si la grossesse n'est pas connue (30 à 50 %).

### Symptômes et traitement gynécologique
Dans la plupart des fausses couches spontanées du premier trimestre de la grossesse, le corps de la femme expulse de lui-même l'embryon et/ou le sac gestationnel (notamment en cas d'œuf clair).
La femme enceinte peut s'apercevoir qu'elle est en train de faire une fausse couche de deux façons : diminution des signes sympathiques de grossesse — nausées, tension dans les seins, envie d'uriner fréquente, faim… —, ou être alertée par des saignements. Les saignements en début de grossesse peuvent avoir de multiples causes et ne signifient pas nécessairement une fausse couche, mais, surtout s'ils sont rouge vif et non marron, et à peu près équivalents à des règles ou davantage, il faut aller consulter un médecin pour vérifier ce qui se passe.
Les femmes ayant un rhésus négatif (groupe sanguin -) et le père rhésus positif doivent consulter dès qu'elles ont le moindre saignement pour prévenir une éventuelle iso-immunisation rhésus. Les équipes médicales peuvent faire une injection qui permet de se couvrir très facilement de ce risque (rhophylac).

#### Diagnostic
Le diagnostic est essentiellement voire uniquement échographique : 
- Absence d'embryon à l'échographie endo-vaginale par rapport à un début de grossesse connu.
- Disparition de l'activité cardiaque.

Le dosage des béta-HCG est peu fiable car :
- La béta-HCG est d'origine trophoblastique et non pas embryonnaire. Avant que le trophoblaste arrête sa production hormonale il peut y avoir plusieurs jours voire plusieurs semaines. Le taux de beta HCG peut mettre jusqu'à trois mois pour revenir à son niveau antérieur dans le cas des avortements provoqués. Si elle est faite on s’appuie sur la vitesse de croissance du taux de HCG qui doit doubler toutes les 48 heures les premières semaines de grossesse.
- Dans certains type d'avortement spontané, la béta-HCG augmente.

L'échographie par voie endovaginale est l'examen nécessaire et suffisant dans la très grande majorité des cas.
- L'échographie permet de déceler un embryon mort (cœur ne battant pas), ou un œuf clair (embryon pas développé), ou de constater que l'utérus est en train de se vider ou déjà vide à la suite des saignements de fausse couche.
- C'est souvent après une deuxième échographie à plus ou moins une semaine de distance que le diagnostic sera fait.

#### Traitement
Le choix du traitement dépend de beaucoup de paramètres. La taille de l’œuf et:ou de l'embryon (s'il existe) est le déterminant principal pour une évacuation de l'utérus par médicament ou par aspiration. Bien entendu le choix du traitment doit être discuté avec la femme par une information claire et loyale.

##### Ne rien faire: attendre l'évacuation spontanée.
Si la grossesse n'évolue plus (embryon mort, œuf clair), et que le corps de la femme n'évacue pas spontanément ce qu'elle a dans l'utérus au bout d'une semaine à deux semaines, un traitement est nécessaire pour vider l'utérus, afin d'éviter des infections, et de permettre que tout se remette en ordre pour une potentielle prochaine grossesse. Deux méthodes sont généralement proposées : l'aspiration, sous anesthésie générale, ou l'utilisation d'un médicament pour provoquer l'expulsion.

##### Expulsion médicamenteuse de l’œuf
La substance qui fait effet, dans le médicament, est le misoprostol. Le nom du médicament le plus courant en France est le Cytotec. En général, cette méthode, considérée comme plus douce pour l'organisme, est proposée en premier. Les dernières recommandations médicales consistent à prendre quatre comprimés de Cytotec 200 par voie vaginale, en une fois. Les femmes sont souvent surprises, si leur médecin ne les a pas prévenues, de voir, en lisant la notice du comprimé, que le médicament est normalement utilisé pour autre chose, et que cette utilisation exploite un effet secondaire. Cela explique en partie que le comprimé ne soit pas optimisé pour la prise par voie intra-vaginale, et de nettes différences dans sa façon d'agir d'une fois sur l'autre. Des statistiques médicales de 2013[Lesquelles ?] disent qu'il fonctionne dans 80 % des cas jusqu'au 49e jour de grossesse[réf. nécessaire], et aussi très souvent au-delà. Par contre, pour certaines femmes, l'effet intervient au bout de 30 minutes, tandis que d'autres racontent avoir dû attendre dix heures. La moyenne se situe autour de 3-4 heures. Il semble que ce temps d'action dépende surtout des fluides qui habitent le vagin de la femme à ce moment-là, et qui permettent aux comprimés de se dissoudre plus ou moins rapidement. Pour une meilleure dissolution, il est préférable de couper chaque comprimé en deux avant de l'insérer, et de le mettre bien au fond du vagin, le lieu le plus profond atteint par un tampon par exemple. L'effet est plus ou moins progressif ou brutal selon les personnes.
Il faut s'attendre à perdre beaucoup de sang, avec des caillots, pouvant être très gros (jusqu'à 5 cm de diamètre), pendant environ une journée, puis à avoir des saignements équivalents aux règles pendant une à deux semaines. Cependant, selon le stade de la grossesse et l'état de ce qu'il y a à expulser, la quantité de saignements est très variable. À partir du moment où les saignements deviennent hémorragiques, c'est-à-dire où il faut changer plus d'une fois toutes les demi-heures de protection (serviettes larges), il faut aller à l'hôpital pour s'assurer qu'il n'y a pas une hémorragie réelle, c'est-à-dire qu'on n'est pas en train de se vider de son propre sang. En général, cela est vérifiable par simple prise de sang, avec NFS (numération de formule sanguine), pour vérifier que le taux d'hémoglobine est bon, et avec un examen gynécologique. De tels saignements peuvent aussi survenir naturellement lors d'une fausse couche dont l'expulsion n'a pas été provoquée par médicament, et il convient alors aussi de consulter pour éviter tout risque grave pour la femme. Cliniquement, il n'y a à ce stade pas de différence de diagnostic et de traitement de tels saignements provoqués par médicament ou survenant spontanément. Une échographie sera de toutes façons nécessaire pour contrôler que tout a été bien expulsé, après l'arrêt des saignements, qu'ils soient spontanés ou dus au Cytotec.

##### Expulsion de l’œuf par aspiration
Dans le cas où tout n'est pas expulsé naturellement ou par Cytotec, ou si la femme ou le médecin préfère cette méthode au Cytotec (pour ne pas avoir à vivre ça chez elle, ou parce que le médecin estime qu'il y a peu de chances que ça suffise…), une aspiration est nécessaire. Elle se fait à jeun, sous anesthésie générale, et est généralement programmée, mais peut intervenir en urgence en cas d'hémorragie. Parfois, au cours de la même opération chirurgicale, l'aspiration ne suffit pas, et le médecin est amené à compléter par un curetage, pour bien nettoyer l'utérus. Ce dernier geste, un peu moins doux, est loin d'être systématique. Cependant, dans la plupart des cas, il n'entraîne pas de séquelles non plus.

#### La recherche de la cause
Au bout de trois fausses couches, une femme peut, si elle le désire, réaliser un bilan afin de savoir s'il y a des causes biologiques expliquant les fausses couches, ou si elle est juste victime d'un mauvais hasard. Si un problème est détecté, venant du corps de la femme, ou de l'homme, ou d'une incompatibilité entre eux, des solutions médicales existent la plupart du temps. Selon les problèmes, cela peut aller d'une prise de comprimés hormonaux à un moment du cycle à une fécondation in vitro.

### Conséquences sur la santé mentale et traitement
Une fausse couche est un deuil et est suivi d'un travail de deuil. Une étude scientifique parue en 1982 dans la revue Psychosomatics montre que les mères subissant une fausse couche, ainsi que leur partenaire, peuvent connaître des difficultés dans leur deuil et identifie plusieurs facteurs qui peuvent compliquer le travail de deuil : si le désir d'enfant est fort, si la mère souffrait de problèmes psychiatriques préexistants, si la naissance est prématurée, si la mère n'a pas la possibilité de voir l'enfant, ou encore si les parents n'ont pas une bonne communication entre eux. L'article propose la mise en place d'équipes d'urgence interdisciplinaires destinées à évaluer et à apaiser les difficultés du deuil chez les mère concernées. Plusieurs études parues au cours des années 1990 mettent en évidence des symptômes dépressifs chez de nombreuses mères au cours des six premiers mois après une fausse couche, cernent les formes du deuil chez les mères concernées notamment selon la période de la grossesse où la fausse couche survient, et étudient la détresse psychologique des mères sujettes à des avortements spontanés à répétition. Un deuil périnatal engendre des conséquences émotionnelles sur les mères qui tentent une autre grossesse plus tard. Des études sont menées sur des échantillons de populations précis, par exemple parmi les femmes chinoises à Hong Kong en 1997 et les femmes afro-américaines en 2003. Une méta-analyse est menée en 2017.
Subir une fausse couche est un événement de vie éprouvant qui peut engendrer chez la mère en deuil des symptômes anxieux ou dépressifs, mais aussi des états de trouble de stress post-traumatique. Ces symptômes peuvent disparaître après six mois environ, ou se prolonger, en fonction de plusieurs facteurs. La reconnaissance de la perte qu'a subie la mère par l'autre parent, par ses proches en général et par le personnel médical entre en compte, tout comme le type d'accompagnement prodigué par le personnel soignant. Il peut aussi arriver que la mère souffre d'un trouble de l'adaptation à cet événement difficile.
Ces problèmes de santé mentale de la mère en deuil peuvent être traités par des soins psychologiques : consultations, ateliers en groupe permettant d'exprimer le deuil et proposant des ressources, séances de relaxation, thérapie d’exposition par la narration (thérapie cognitivo-comportementale).

## Fausse couche chez les animaux
Une fausse couche peut survenir chez tout être gestant, bien qu'on parle alors plus communément pour les animaux d'« avortement spontané », fausse-couche et avortement spontanés étant synonymes. Il existe une variété de facteurs de risque connus chez les animaux. Par exemple, chez les moutons, une fausse couche peut être causée par le stress provoqué par un mouvement incontrôlé du troupeau, ou le fait d'être chassé par un prédateur, loup ou même chien. Chez les vaches, l'avortement spontané peut être causé par une maladie contagieuse, comme la brucellose ou la Campylobacter mais peut souvent être prévenu par la vaccination. D'autres maladies sont également connues pour rendre les animaux plus sensibles aux fausses couches. L'avortement spontané se produit chez les femelles campagnol des prairies quand leur partenaire est enlevé et quand elles sont en présence d'un nouveau mâle. Il s'agit d'un exemple de l'effet Bruce, qui est cependant plus visible dans les populations de laboratoire. Ainsi, les souris femelles ayant passé plus de temps avec des mâles non familiers à leur groupe montrent des avortements spontanés plus nombreux.

## Législation

### En France
La loi du 7 juillet 2023 visant à favoriser l'accompagnement des couples confrontés à une interruption spontanée de grossesse dite fausse couche prévoit la mise en place d'un parcours fausse couche dans chaque agence régionale de santé à compter de septembre 2024. Ce parcours regroupe plusieurs mesures favorisant l'accompagnement psychologique des mères en deuil et de leur partenaire. Les concernés peuvent bénéficier des indemnités journalières sans délai de carence pendant leur arrêt maladie. La loi introduit également dans le Code du travail une protection contre le licenciement de 10 semaines pour les femmes confrontées à une "fausse couche tardive" (entre la 14e et la 21e semaine d’aménorrhée incluses),.